# العصر الجليدي: مسار التصادم
العصر الجليدي: مسار التصادم (بالإنجليزية: Ice Age: Collision Course) هو فيلم رسوم متحركة مغامرة كوميدي أمريكي ثلاثي الأبعاد. أنتجته استوديوهات بلو سكاي. وتم إخراجه بواسطة مايك ثرماير وشارك في إخراجه جالين تان تشو، وكتبه مايكل ويلسون، ومايكل بيرغ، ويوني برينر. وهو الجزء الخامس من سلسلة أفلام العصر الجليدي وتكملة لفيلم العصر الجليدي: انجراف القارات الذي صدر عام 2012.

## قام بالآداء الصوتي
- راي رومانو في دور ماني
- دينيس ليري في دور دييجو
- جون ليجويزامو في دور سيد
- سايمون بيج في دور باك
- كوين لطيفة في دور ايلي
- آدم ديفين في دور جوليان
- جيسي جي في دور بروك
- كيكي بالمر في دور بيتشز
- جيسي تايلر فيرغسون في دور شانجري - لاما
- واندا سايكس في دور غراني
- جوش بيك في دور ايدي
- شون ويليام سكوت في دور كراش
- مايكل ستراهان في دور تيدي
- جينفر لوبيز في دور شيرا

## وصلات خارجية
- العصر الجليدي: مسار التصادم على موقع IMDb (الإنجليزية)
- العصر الجليدي: مسار التصادم على موقع ميتاكريتيك (الإنجليزية)
- العصر الجليدي: مسار التصادم على موقع روتن توميتوز (الإنجليزية)
- العصر الجليدي: مسار التصادم على موقع نتفليكس (الإنجليزية)
- العصر الجليدي: مسار التصادم على موقع ألو سيني (الفرنسية)
- العصر الجليدي: مسار التصادم على موقع أول موفي (الإنجليزية)
- العصر الجليدي: مسار التصادم على موقع بوكس أوفيس موجو (الإنجليزية)
- العصر الجليدي: مسار التصادم على موقع فيلمافينيتي (الإسبانية)
- العصر الجليدي: مسار التصادم على موقع قاعدة بيانات الأفلام السويدية (السويدية)
- العصر الجليدي: مسار التصادم على موقع قاعدة بيانات الفيلم (الإنجليزية)
- IDMB